# Almost Human
Almost Human es una serie de televisión estadounidense de ciencia ficción. Se estrenó el 17 de noviembre de 2013 en el canal de televisión Fox. La serie ha sido creada por J.H. Wyman para Bad Robot Productions y Warner Bros. Television. El 29 de abril de 2014 la cadena americana FOX anunciaba la cancelación oficial de la serie, por lo que se queda en una única primera temporada de 13 capítulos.

## Argumento
En 2048 todos los agentes del Departamento de Policía de Los Ángeles son apoyados por androides casi indistinguibles de los humanos. John Kennex, uno de los oficiales del departamento, que despertó del coma en el que se encontraba después de ser víctima de un ataque, a causa del cual tiene trastornos físicos y psicológicos, vuelve al servicio. Después de una breve experiencia con el primer robot que tiene como apoyo, el cual es destruido por él mismo, le es asignado el androide Dorian, que se caracteriza por tener reacciones emocionales inesperadas.

## Personajes e intérpretes
- John Kennex (Karl Urban): es un agente del Departamento de Policía de Los Ángeles.
- Dorian (Michael Ealy): androide que acompaña al agente Kennex.
- Richard Paul (Michael Irby): detective del departamento que tiene una relación hostil con Kennex y Dorian.
- Valerie Stahl (Minka Kelly): es una inteligente y atractiva agente del departamento.
- Rudy Lom (Mackenzie Crook): diseñador de los androides utilizados por el departamento.
- Sandra Maldonado (Lili Taylor): jefa del departamento de policía.